# Tesla Semi
Tesla Semi — електрична вантажівка, що розробляється компанією Tesla, презентація якої відбулася 16 листопада 2017 року.

## Опис

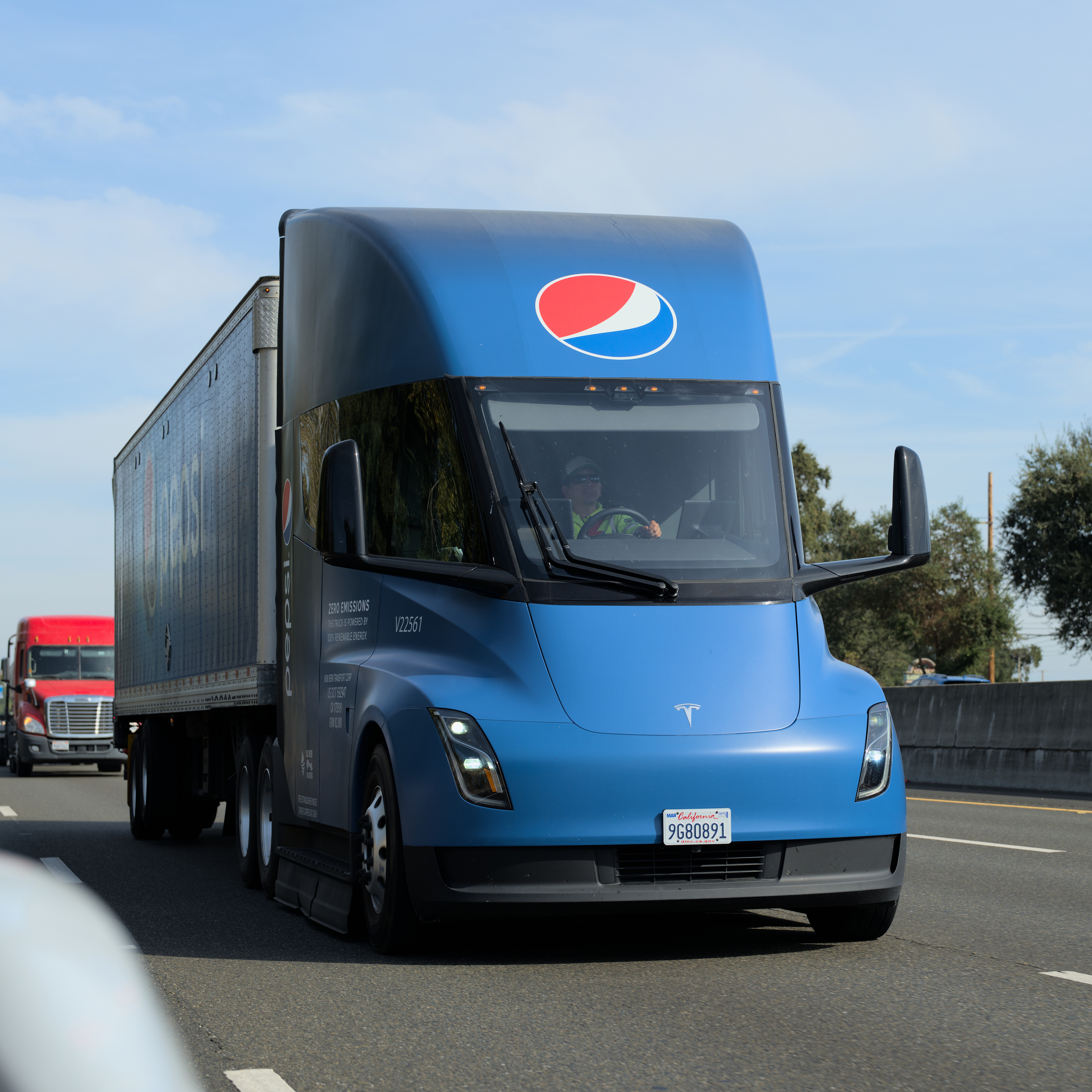
Tesla Semi Pepsi

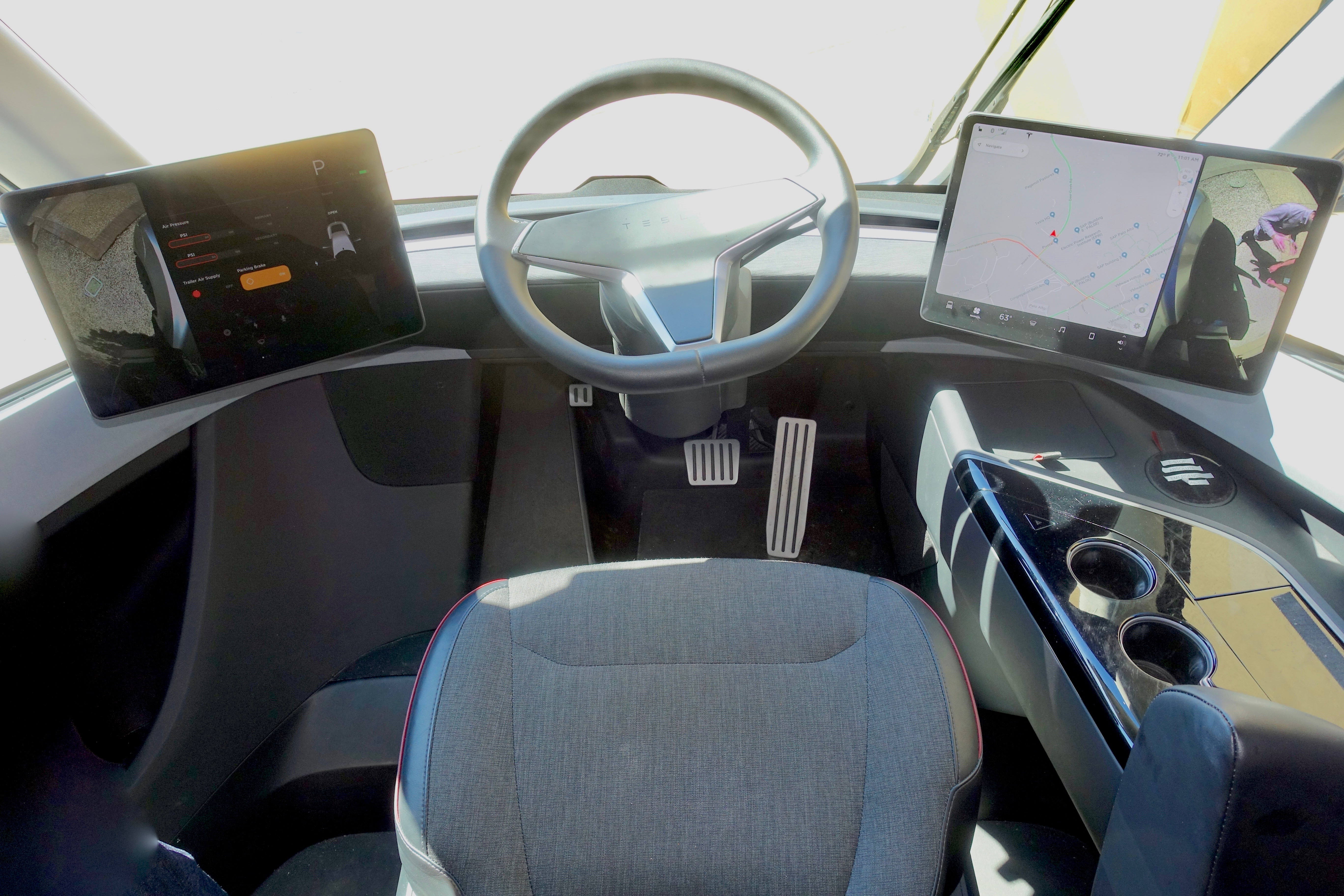

Спочатку презентація фури була запланована на вересень, потім на 26 жовтня і зрештою перенесено на 16 листопада через проблеми із Model 3 і поставкою акумуляторів Powerwall для Пуерто-Рико. Протестувати роботу каравану автомобілів в безпілотному режимі компанія збирається в пустелі штату Невада. Імовірно, автомобіль зможе проїжджати без підзарядки до 480 км. Розробкою вантажівки керує Джером Гільєн, колишній програмний директор Tesla S і віце-президент з проєктування транспортних засобів.
4 жовтня, за три тижні до офіційного анонсу, на сайті Reddit один з користувачів опублікував фотографію автомобіля, який може бути вантажівкою Tesla. Однак у компанії відмовилися коментувати фото, що з'явилося.
16 листопада 2017 року Ілон Маск презентував вантажівку в Лос-Анжелесі. Було оголошено характеристики авто. На одному заряді акумулятора він може проїхати до 800 км. Без вантажу Semi може розігнатися до 100 км/год за 5 сек., при повному завантаженні (36 т) — за 20 сек. Час повної зарядки акумулятора на Tesla Megacharger складає 40 хвилин (при цьому на 80 % він заряджається за 30 хв.). Дизайн авто було зроблено дуже обтічним — коефіцієнт Cd у нього лише 0,36, що менше, ніж у суперкара Bugatti Chiron — 0,38. Вантажівка належить до 8 класу (за американською класифікацією) із максимальною дозволеною масою 36 т. Скло вантажівки виготовлене із спеціального скла і має підвищену міцність. Випуск Tesla Semi планували розпочати у 2019 році. Компанія гарантує пробіг в 1 млн миль без поломок. Також в автомобіля буде частковий автопілот і завдяки цьому можна буде об'єднувати кілька вантажівок в автопотяги.
У березні 2021 року Tesla презентувала фінальну версію вантажівки. Ілон Маск заявив, що авто готове до масового виробництва, але для нього бракує елементів живлення 4680.
Виробництво вантажівок було почато у грудні 2021 року з невеликої партії.
До кінця 2022 року Tesla планує зібрати 100 електровантажівок для PepsiCo. Усі автомобілі Tesla Semi, призначені для PepsiCo, мають запас ходу 805 км.
У листопаді 2022 року компанія повідомила, що Tesla Semi проїхав 500 миль (800 км) при вазі 81 000 фунтів (37 000 кг).
1 грудня 2022 року Tesla почала поставки клієнтам на вечірньому заході, який відбувся на виробничому підприємстві в Неваді. PepsiCo отримала перший напівфабрикат свого великого замовлення для використання з транспортними парками напоїв Pepsi та Frito-Lay для перевезення закусок. Віце-президент PepsiCo Майк О'Коннелл заявив, що Semis може перевозити харчові продукти Frito-Lay приблизно на 425 миль (684 км), але для більших вантажів газованих напоїв вантажівки будуть здійснювати коротші поїздки приблизно на 100 миль (160 км).
Повідомляється, що до і після доставки PepsiCo кілька Tesla Semis були помічені на узбіччі дороги для надання допомоги на дорозі, що викликає сумніви щодо їх надійності.
27 березня 2023 року відбулася повноцінна презентація переданих тягачів для PepsiCo.
Наприкінці 2024 року Tesla завершила будівництво основної сталевої конструкції на новому заводі Semi Factory Nevada, де планує розпочати виробництво вантажівок Tesla Semi до кінця 2025 року.

## Дизайн
Tesla Semi приводиться в рух трьома електродвигунами, обгорнутими вуглецевим волокном, пропонуючи втричі більшу потужність, ніж типові дизельні напіввантажівки, хоча він споживає лише 1,7 кВт-год/мі (1,1 кВт⋅год/км). Один двигун працює безперервно з оптимальною ефективністю, тоді як два інших забезпечують додаткову потужність для прискорення та подолання пагорбів.
Сидіння водія розташоване по центру кабіни. Стеля дозволяє дорослій людині стояти у повний зріст. Сенсорні дисплеї встановлені по обидва боки керма, без інших панелей приладів.
Він включає той самий набір камер, що і пасажирські автомобілі Tesla. Tesla стверджує, що її система безпеки може запобігти крадіжкам з використанням відмичок.
Tesla Semi має силову установку і систему зарядки на 1000 В, що більше, ніж стандартна система Tesla на 400 В, але цю можливість Tesla також має намір поширити на Cybertruck. Зарядка буде підтримуватися на новому поколінні інфраструктури зарядки автомобілів Tesla, яка називається Tesla Megacharger.

## Ціна
23 листопада 2017 року було оголошено, що найдешевша модель із запасом ходу 480 км коштуватиме $150 тис., $180 тис. — за 800 км і $200 тис. за лімітовану Founders Series. Для замовлення потрібно внести завдаток в $20 тис. для звичайних моделей і $200 тис. для Founders Series.

## Замовлення
Перші замовлення надійшли в день презентації і станом на середину грудня складали 400 штук. Спочатку завдаток був $5,000, потім зріс до $20,000 після презентації у листопаді.
Станом на грудень 2017 року серед найбільших замовників: Anheuser-Busch (AB InBev) — 40 вантажівок, Sysco — 50 вантажівок, PepsiCo — 100 вантажівок і United Parcel Service (UPS) — 125 вантажівок.
У травні 2018 року кількість замовлень вантажівки збільшилась до 2000.